# TBS 네트워크
《TBS 네트워크》(TBS NETWORK)는 대한민국 TBS 교통방송에서 평일 낮 12시에 방송되었던 TBS 교통방송의 낮 뉴스 프로그램이다.